# Leucania abstracta
Leucania abstracta är en fjärilsart som beskrevs av Swinhoe 1890. Leucania abstracta ingår i släktet Leucania och familjen nattflyn. Inga underarter finns listade i Catalogue of Life.